# Victoria (Automarke)
Victoria war eine spanische Automarke. Es bestand keine Verbindung zu Automóviles Victoria aus Barcelona.

## Unternehmensgeschichte
Das Unternehmen Talleres Franco Españoles aus Madrid begann 1919 mit der Produktion von Automobilen. 1924 endete die Produktion nach knapp 100 hergestellten Exemplaren. Gwynne’s Engineering Co Limited kaufte das Unternehmen auf.

## Fahrzeuge
Das Modell A bzw. Modelo 55 war ein Kleinwagen mit einem Vierzylindermotor und OHV-Ventilsteuerung, den Arturo Elizalde entwickelt hatte. Der Motor leistete aus 950 cm³ Hubraum 18 PS. Das Fahrzeug verfügte bereits über Vierradbremsen. Daneben gab es die Modelle B bzw. Modelo 57 mit 1020 cm³ Hubraum, C bzw. Modelo 59 mit 1093 cm³ Hubraum und D bzw. Modelo 60 mit 1130 cm³ Hubraum. Die Fahrzeuge wurden auch bei Autorennen eingesetzt.

## Stückzahlen
| Modell    | Stückzahl |
| --------- | --------- |
| Modelo 55 | 40 bis 50 |
| Modelo 57 | 30 bis 40 |
| Modelo 59 | 2         |
| Modelo 60 | 6         |